# یون هیون
یون هیون (انگلیسی: Yoon Hyun؛ زادهٔ ۵ آوریل ۱۹۶۶) جودوکار اهل کره جنوبی بود.